# Liste der Naturdenkmale in der Samtgemeinde Geestequelle
Die Liste der Naturdenkmale in der Samtgemeinde Geestequelle nennt die Naturdenkmale in der Samtgemeinde Geestequelle im Landkreis Rotenburg (Wümme) in Niedersachsen.

## Basdahl
Seit dem Mai 2019 gibt es in der Gemeinde Basdahl diese Naturdenkmale.

| Bild | Bezeichnung                              | Ort, Lage                         | Beschreibung | Schutzzweck | Nummer |
| ---- | ---------------------------------------- | --------------------------------- | --- | ----------- | ------ |
| BW   | Endmoräne „Hindenburg-Höhe“              | (53° 26′ 32,9″ N, 8° 59′ 23,2″ O) | Nördliche Geländekuppe des Endmoränenrückens Pasberg und mit 47,1 m ü NN der höchste Punkt des ehemaligen Kreisteils Bremervörde. Die Hindenburg-Höhe hat eine Größe von ca. 9.000 m² und ist mit Laub- und Nadelmischwald bewachsen. |             | 16     |
| BW   | Findling auf einer Hofstelle bei Basdahl | (53° 26′ 32,9″ N, 8° 58′ 2,7″ O)  | Der Findling ist aus rötlich-grauem Granit und hat eine Größe von ca. 1,20 × 0,80 × 0,50 m. |             | 17     |
| BW   | Femebuche bei Basdahl                    | (53° 26′ 10,1″ N, 8° 59′ 42,1″ O) | Ca. 1 m hoher, komplett mit Efeu überwucherter Stammrest einer Rot-Buche. |             | 18     |
| BW   | Findling bei Basdahl                     | (53° 26′ 4,2″ N, 9° 0′ 7,2″ O)    | Ca. 3 m langer und 2 m breiter Findling, der wie eine leicht schräg stehende Platte maximal 0,5 m aus dem Boden ragt. |             | 59     |
| BW   | Stiel-Eiche in Basdahl                   | (53° 26′ 41,7″ N, 9° 0′ 6,4″ O)   | Ca. 25 m hohe und breite Stiel-Eiche mit einer halbkugelförmigen Krone. |             | 85     |
| BW   | Stiel-Eiche in Basdahl                   | (53° 26′ 5,7″ N, 8° 59′ 42,9″ O)  | 25 m hoch und kugelförmig gewachsene Stiel-Eiche. |             | 94     |

## Hipstedt
Seit dem Mai 2019 gibt es in der Gemeinde Hipstedt dieses Naturdenkmal.

| Bild | Bezeichnung            | Ort, Lage                                      | Beschreibung                                                                           | Schutzzweck | Nummer |
| ---- | ---------------------- | ---------------------------------------------- | -------------------------------------------------------------------------------------- | ----------- | ------ |
| BW   | Alte Eiche in Hipstedt | Dorfstraße 3 (53° 28′ 51,7″ N, 8° 58′ 14,1″ O) | Aufrecht und kugelförmig gewachsene Stiel-Eiche mit einem Stammdurchmesser von 1,80 m. |             | 54     |

## Oerel
Seit dem 1. März 2022 gibt es in der Gemeinde Oerel dieses Naturdenkmal.

| Bild | Bezeichnung              | Ort, Lage                                                   | Beschreibung | Schutzzweck | Nummer |
| ---- | ------------------------ | ----------------------------------------------------------- | --- | ----------- | ------ |
| BW   | Linden-Allee bei Barchel | Oerel Barchel Lindenstraße (53° 28′ 39,9″ N, 9° 1′ 20,8″ O) | Die etwa 1,2 km lange Allee besteht aus mittelalten Winter-Linden, die in einer Höhe von 2–2,5 m als Kopfbäume geschnitten wurden und sich dadurch in dieser Höhe mehrstämmig verzweigen. Diese, zu Kopfbäumen geschnittene Allee ist aufgrund ihrer landeskundlichen Bedeutung und der aus dem Schnitt resultierenden besonderen Gestalt schützenswert. Außerdem haben Lindenbäume eine hervorgehobene Bedeutung für die Naturkunde (Lindenbäume dienen hervorragend als Bienenweiden). Die Allee befindet sich in der Lindenallee in Barchel, sie beginnt direkt nach der Kurve von der B 71 kommend und endet nach 1,2 km. |             | 008    |

## Hinweis
Im Jahr 2019 wurden die Verordnungen über zahlreiche Naturdenkmale im Landkreis aufgehoben.